# Santa Cruz Muluá

Santa Cruz Muluá é uma cidade da Guatemala do departamento de Retalhuleu. 